# FK Comae Berenices
|ascensie= 
|declinație= 
|mișc_pr_ad=
|mișc_pr_dec=
|magap= de la 8,14 la 8,33
|spectru= G4 III
|rază= 6,99
|diametru= 
|masă= 
|luminozitate= 30
|temp= 4.966 K
|compoziție= 
|rotație = 
|denumiri= BD=+24°2592; FK5=; HD=117555; HIP=65915; HR=;
|vârstă = 
|denumiri =  SAO=82867
}}
FK Comae Berenices (abreviat FK Com) este o stea variabilă situată la aproximativ 225 pc (∼734 al) de Pământ, în constelația Părul-Berenicei. Magnitudinea sa aparentă variază între 8,14 și 8,33 pe o perioadă de 2,4 zile. Este prototipul stelei variabile de tip FK Com. Se crede că variabilitatea stelelor de tip FK Com se datorează petelor mari și reci de pe suprafața lor.
Formează o dublă optică cu HD 117567, o stea de tip F2, mult mai aprope localizată, în 2018, la 76,8 secunde de arc.